# Epidius
Epidius is een geslacht van spinnen uit de  familie van de Thomisidae (krabspinnen).

## Soorten
- Epidius bazarus (Tikader, 1970)
- Epidius binotatus (Simon, 1897)
  - Epidius binotatus guineensis (Millot, 1942)
- Epidius brevipalpus (Simon, 1903)
- Epidius denisi (Lessert, 1943)
- Epidius ganxiensis (Yin, Peng & Kim, 1999)
- Epidius gongi (Song & Kim, 1992)
- Epidius longipalpis (Thorell, 1877)
- Epidius lyriger (Simon, 1897)
- Epidius pallidus (Thorell, 1890)
- Epidius parvati (Benjamin, 2000)
- Epidius rubropictus (Simon, 1909)